# Eurodryas suffusa
Eurodryas suffusa är en fjärilsart som beskrevs av Frederick William Frohawk 1938. Eurodryas suffusa ingår i släktet Eurodryas och familjen praktfjärilar. Inga underarter finns listade i Catalogue of Life.